# Julián Perujo
Julián Ricardo Perujo Airala (Montevideo, Uruguay, 18 de abril de 1985) es un futbolista Uruguayo. Juega como lateral derecho y su primer equipo fue Rampla Juniors. Actualmente juega en Club Atlético Terremoto en el fútbol amateur uruguayo.

## Trayectoria
Perujo proviene de las inferiores de Central Español F. C. Su debut en Primera División fue en Rampla Juniorsel 25 de abril de 2007 equipo al que llegó en 2005. El 31 de agosto de 2008 frente a River Plate, marcó el primer de sus 5 goles en la temporada, sin embargo ganaron los darseneros 2-1.
En 2010, a pedido del entrenador tricolor Luis González, es fichado por el Club Nacional de Football, sin embargo no jugó hasta la tercera fecha contra El Tanque Sisley. Marcó su primer gol en el equipo albo en la décima fecha ante River Plate. Al finalizar la temporada, sin mucha actividad en los tricolores, firmó por Defensor Sporting, siendo dirigido por Pablo Repetto. Seis meses después, rescindió contrato con los violetas y volvió a Rampla.
A mediados de 2012 pasó a Boca Unidos de Corrientes, club que milita en la Primera B Nacional de Argentina.

## Clubes
| Club                      | País      | Año           |
| ------------------------- | --------- | ------------- |
| Rampla Juniors            | Uruguay   | 2006-2010     |
| Nacional                  | Uruguay   | 2010-2011     |
| Defensor Sporting         | Uruguay   | 2011          |
| Rampla Juniors            | Uruguay   | 2012          |
| Boca Unidos de Corrientes | Argentina | 2012-2013     |
| Atlanta                   | Argentina | 2013-2014     |
| Sud América               | Uruguay   | 2015-2017     |
| Central Español           | Uruguay   | 2018          |
| Racing                    | Uruguay   | 2018-2020     |
| Cerrito                   | Uruguay   | 2020-2022     |
| Club Atlético Terremoto   | Uruguay   | 2024-presente |

## Palmarés

### Torneos nacionales
| Título                      | Club     | País    | Año     |
| --------------------------- | -------- | ------- | ------- |
| Primera División de Uruguay | Nacional | Uruguay | 2010-11 |